# مانوئلا هنکل
مانوئلا هنکل (انگلیسی: Manuela Henkel؛ زادهٔ ۴ دسامبر ۱۹۷۴) اسکی‌باز صحرانوردی اهل آلمان بود.